# هنری رابرتسون باورز
هنری رابرتسون باورز (انگلیسی: Henry Robertson Bowers؛ ۲۹ ژوئیه ۱۸۸۳ – ۲۹ مارس ۱۹۱۲) از مکتشفان قطب جنوب اهل بریتانیا بود.
وی در جریان اکتشافات و تحقیقات گروه اعزامی ترا نووا در ۲۹ مارس ۱۹۱۲ در قطب جنوب درگذشت.